# Stadtbibliothek Brugg

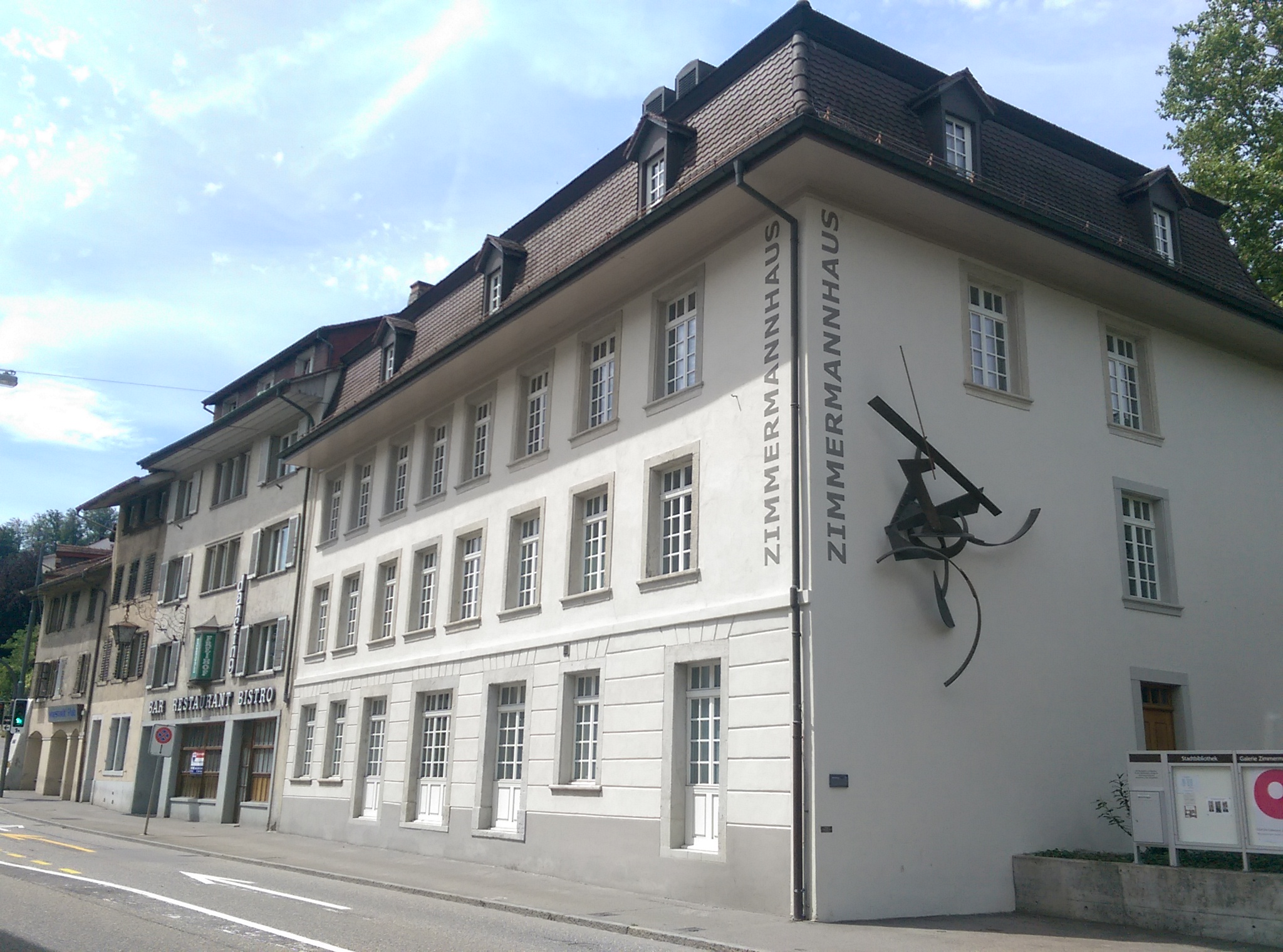
Das Zimmermannhaus, der Standort der Stadtbibliothek

Die Stadtbibliothek Brugg ist eine öffentliche Bibliothek in Brugg im Kanton Aargau. Sie wurde 1640 gegründet und ist die erste Einrichtung dieser Art im Aargau. Bis am 31. Oktober 2022 befand sie sich im Zimmermannhaus an der Vorstadt 17. Neu ist sie im Effingerhof an der Storchengasse 15.

## Geschichte
Gegründet wurde sie von Schultheiss Hans Friedrich Effinger; 160 Jahre lang war sie im Saal des obersten Geschosses der Lateinschule untergebracht. Nach dem Ende des Ancien Régime wurden die vorhandenen Bücher und Bilder verkauft; erst 1864 wurde durch den Bezirkslehrer Bäbler die Initiative zur Gründung einer neuen Stadtbibliothek ergriffen. Seit 1869 stellte die Stadt die Lokalitäten für die Bibliothek zur Verfügung. Ab 1943 war die Bibliothek im Zimmermannhaus angesiedelt, 1969 zog sie in die «Alte Post» um, bevor sie in den 1980er Jahren nach dem Umbau des Zimmermannhauses erneut in dieses umsiedelte. Gründe für den Umzug waren die stark gestiegene Anzahl der Ausleihen und der vergrösserte Bücherbestand. Die Bibliothek stand damals mit über 50'000 ausgeliehenen Büchern an vierter Stelle im Kanton Aargau (nach Baden, Aarau und Zofingen).
Obwohl in den 1990er und 2000er Jahren zahlreiche neue Medientypen wie DVDs und Hörbücher neu ins Sortiment aufgenommen wurden, stieg die Anzahl Ausleihen bis im Jahr 2017 bloss auf knapp über 85'000 Ausleihen an. Damit beträgt die Anzahl Ausleihen nur gerade einen Viertel der Stadtbibliothek Aarau mit ihren 320'000 Ausleihen. Der Bestand an Medien wurde aufgrund von Platzmangel und niedriger Anzahl Ausleihen von 30'000 Büchern und Filmen auf nur noch 22'000 Medien reduziert.